# ناثان كروز
ناثان كروز (بالإنجليزية: Nathan Cruz)‏ هو مصارع هاوي بريطاني، ولد في 10 سبتمبر 1990 في كينغستون أبون هال في المملكة المتحدة.

## روابط خارجية
- ناثان كروز على موقع CageMatch worker (الإنجليزية)